# Henriette Bichonnier
Henriette Bichonnier, née le 27 juin 1943 à Clermont-Ferrand et morte le 20 janvier 2018 dans le 15e arrondissement de Paris, est un écrivain spécialisé dans les ouvrages de jeunesse.

## Biographie
D'une enfance à la campagne, entre la plaine du Forez et le Beaujolais, elle garde le souvenir des jeux dans les fermes qui seront source d'inspiration pour ses contes. Elle a toujours attaché une énorme importance à lecture, chez les enfants : tout enfant qui a du mal à lire aura de la difficulté à poursuivre ses études, la littérature étant la matière qui sert à apprendre les autres matières à l'école.
Après des études de langues et lettres modernes à l'université de Lyon et un court passage dans l'enseignement au lycée de Saint-Étienne, elle se lance dans l'écriture de textes pour la jeunesse et pour la presse.
Elle participe au journal Pomme d'Api en 1971[source secondaire souhaitée]. Puis elle fait ses débuts dans la bande dessinée en même temps que François Bourgeon, dont elle sera la première scénariste dans les journaux Lisette (1972), et Djin (1974)[source secondaire souhaitée].
Journaliste féministe à F Magazine[source secondaire souhaitée], puis responsable de la rubrique « Loisirs enfants » dans le supplément parisien de Télérama[source secondaire souhaitée], elle a écrit une centaine d'ouvrages pour la jeunesse.
En 1980, elle obtient la "Mention" Prix critique en herbe[pertinence contestée], de la Foire du livre de jeunesse de Bologne (Italie) pour son ouvrage Clémentine et Célestin et la neige, illustré par Pierre-Yves Robin et Guy Autréau.

### Priorité à la lecture
Dès 1972, alors que la littérature pour la jeunesse était encore mal implantée en France, elle allait à la rencontre des enfants à titre bénévole, dans les régions défavorisées et les bibliothèques naissantes. Notamment à La Ricamarie, près de Saint-Étienne, et plus tard, dans la région Nord-Pas-de-Calais en pleine désindustrialisation[source secondaire souhaitée]. Son souci étant d'associer les adultes au projet de lutte contre l'illettrisme, elle réunissait autant que possible, après l'animation avec les enfants, les parents, enseignants, bibliothécaires, organisant avec eux des débats et groupes de réflexion. En 1989, elle inaugurait la bibliothèque La Ciotat[source secondaire souhaitée], en compagnie de Louis Mirman et de sa femme Madeleine Gaydoux ou Gueydoux. Elle a contribué aux entretiens Nathan à La Sorbonne, en 1990.
Dans le no 8 des Actes de lecture publiés par l'Association française pour la lecture[source insuffisante] en 1984, au cours d'un entretien avec Yvanne Chenouf, elle a défendu la spécificité de la littérature jeunesse. S'élevant contre le cliché de sous-littérature qui lui est attribué, elle recommandait aux auteurs jeunesse de ne pas s'excuser de « n'écrire QUE pour les enfants », et de ne pas chercher à tout prix les mêmes faveurs des médias que la littérature générale, parce que cela n'apportait rien au public concerné, à savoir : les enfants.
En 2004, avec le Réseau des Observatoires Locaux de la Lecture (ROLL), elle a participé à une réflexion sur l'apprentissage de la lecture de romans en cycle 3 et collège avec Alain Bentolila et Jean Mesnager qui ont conçu, à partir de son roman Kiki la Casse, une méthode d'application.

### Édition
Conseillère éditoriale aux éditions Hachette de 1986 à 1988[source secondaire souhaitée], puis chez Nathan de 1989 à 1993 où elle a dirigé plusieurs collections[source secondaire souhaitée] dont la « Bibliothèque internationale ». Elle a publié entre autres :
- Claude Bourgeyx, écrivain et dramaturge français dont Le Fil à retordre était le premier ouvrage pour enfants et qui a reçu le prix de la Société des gens de lettres, (1991)[9]
- Angela Nanetti, écrivaine italienne dont elle a traduit Les mémoires d'Adalbert[source secondaire souhaitée] (prix du livre jeunesse de Metz, 1993 ;
- Ivan Kùsan, écrivain croate dont Koko le terrible a reçu le prix de L'Ami Étranger au Festival européen de Strasbourg (1991).

### Bande dessinée
La bande dessinée n'est pas le mode d'écriture favori de l'auteur. Toutefois, à la demande de rédactions de journaux, ou d'éditeurs, elle a produit un certain nombre de séries, dont, en 1975, dans l'hebdomadaire Djin à Fleurus presse, série Chobise, chanteuse à voix illustrations de Pierre Guilmard.

## Ouvrages
- Bébés animaux d'Afrique, Odège, 1971
- Le Singe et les foulards, Odège - AMZ Milano, 1972
- La Vache sur le sommet, Odège - AMZ Milano, 1972
- Le Printemps du Jardinier Antoine, ill. Michèle Beufé, Rouge et Or, 1972
- Le Grand sac d'or, ill. Michèle Beufé, Rouge et Or, 1972
- Nelly Nella, Odège - AMZ Milano, 1973
- Toutes petites histoires à raconter aux tout petits, Nathan, 1973
- Le Jardin d'Antoine, ill. Pef, Rouge et Or, 1977
- Tout vient à point, éditions Mengès, 1978
- Émilie et le Crayon magique, coll. Bouteille à l'Encre, Hachette 1979
- Légendes du Lyonnais, Hachette, 1978
- La Sirène des neiges, ill. Serge Ceccarelli, Nathan, 1978
- Clémentine et Célestin, ill. Pierre-Yves Robin, Guy Autréau, Grasset, 1979
- Clémentine et Célestin et la neige
- Clémentine et Célestin et le cerf volant
- Clémentine et Célestin dans la forêt, 1980,
- Boucle d'or et les trois ours présentation du conte modernisé, ill. Danièle Bour, Mengès, 1980
- Nouvelles petites histoires à raconter, Nathan, 1981
- Benoît le diplodocus, Rouge et Or, 1982
- Le Monstre Poilu, ill. Pef, Folio Benjamin Gallimard, 1982 réédité en Folio Cadet, Gallimard, 2010
- Le Petit cochon qui mettait les doigts dans son nez, Nathan, 1982
- La Petite souris qui ne se faisait pas de souci, Nathan, 1982
- Clémentine et Célestin – Le goûter d'anniversaire, Grasset, 1984
- Émilie et le Crayon magique, Hachette, coll. « Le Livre de poche jeunesse », 1983, prix Bernard Versele de la ligue des familles de Belgique, Bruxelles, 1986[12]
- Le Dictionnaire des animaux, ill. Noëlle Le Guillozic, Rouge et Or, 1983
- Le Chat et la souris voyagent dans l'espace, ill. Pierre Cornuel, Grasset, 1983; rééd. 2002
- Corentin au pays du pipi-caca
- Corentin et les gros mots
- Corentin et les jouets
- Corentin et les grandes personnes
- Corentin à l'école
- Corentin et le non non non, ill. Serge Ceccarelli, GP Rouge et Or, 1982/1984
- Trois Histoires de Loups imbéciles, ill. Jean-Claude Luton, Éditions La Farandole, 1984
- 80 idées pour s'amuser, GP Rouge et or, 1984
- Le Dragon qui ne voulait plus manger les enfants, Nathan, 1984
- Quoi de neuf chez les pirates ?, ill. Charles Barat, Grasset, 1985
- Histoire avec bruits de casseroles, ill. Daniel Maja, Éditions du Sorbier, 1986
- Petit dictionnaire des animaux
- Kiki la Casse, ill. François Place, Le Livre de poche Clip 1987, Le Livre de poche jeunesse, 1995
- Le Roi des bons, ill. Pef, Gallimard, 1985, prix Bernard Versele de la ligue des familles de Belgique, Bruxelles, 1986
- Pincemi, Pincemoi et la Sorcière, ill. Pef, Gallimard, 1986
- Le Roi qui n'arrêtait pas de bavarder, ill. Pef, GP Rouge et or, 1986
- Le Dernier des Abominaffreux, illustrations Pierre Cornuel, GP Rouge et or, 1986
- Le Bisou de la sorcière, ill. Daniel Maja, GP Rouge et or, 1987
- Kiki la Casse, ill. François Place, Livre de Poche jeunesse, 1986
- Micmac à la casse, ill. François Place, Hachette, Le Livre de Poche Clip 1988
- Émilie et le crayon magique dans l'espace, Hachette, 1988, réédité en avril 2015 dans Le Livre de poche
- La Poire à Chat, Nathan, 1988
- La Licorne et les Enkikicassepattes, ill. Guy Mérat, Grasset, 1989
- Fées Princes et petits génies, ill. Pef, Nathan, 1990
- Tétaklak et Poirabaff, illustrations Fernando Puig Rosado, Nathan, 1990
- Les Animaux récalcitrants, ill. Jacques Lerouge, Nathan, 1991
- Le capitaine Crampon, ill. Daniel Maja, Éditions La Farandole, 1990
- Le Bal de Basile, ill. Brigitte Vionnet, Nathan, 1990
- Les Dinosaures n'ont pas de nénés, ill. Alexis Ferrier, La Farandole, 1991
- Contes de la maison qui parle, ill. Sylvie Toussaint, Nathan, 1992
- Comment élever son géant, ill. Daniel Maja, Nathan, 1992.
- Delphine et la grosse colère, ill. Pronto, Nathan, 1992
- La Délicieuse automobile, ill. Cathy Muller[13] Nathan, 1992]
- Contes de la Reine Trottinette, ill. Robert Scouvart, Nathan, 1993
- Quel idiot cet ogre, ill. Mérel, Fleurus-presse éditions, 1993
- Framboises, Gallimard, 1996
- Pingouins pas sages, ill. Dominique Beccaria, Gallimard, 1997
- Panique au Jardin public, ill. Maurice Rosy, Bayard, 1998
- Le Roi chaton, ill. Yves Calarnou, Hatier, 1999
- Treize contes sauvages pour Monsieur Crusoé, ill. Claude Lapointe, De La Martinière jeunesse, 2000
- Les Pétules 8 histoires, 2004
- La Maison éléphant, ill. Pierre Elie Ferrier, Folio Cadet, Gallimard, 2001
- Le Retour du Monstre poilu, ill. Pierre Elie Ferrier, Gallimard, 2001
- Le Dragon dégoûtant, ill. Pierre Elie Ferrier, Gallimard, 2003
- Grabotte la sotte, ill. Anne Wilsdorf, Bayard Éditions Jeunesse, 2000
- Les Poux du sorcier, ill. Anne Wilsdorf, Bayard, 2001
- Minouche et le lion, Bayard, 2004
- La Petite princesse en colère, ill. Pef, Gallimard, 2004
- Quand le serpent avait mille pattes et autres histoires farabuleuses, ill. Pef, De La Martinière jeunesse, 2004
- Lutin et Lutinette, Bayard, 2005
- Ogres Dragons Sorcières, ill. Jacques Lerouge, éd. Circonflexe, 2005
- Attention, voilà Tipota, Bayard, 2006
- L'École des Gnomes, Bayard, collection Les Belles Histoires 2006
- Niu Nai et ses dragons, Bayard, 2008
- Le Monstre poilu et 3 autres histoires, disque compact, textes lus par Francis Perrin, Pierre Junière William Pinville (voix off de Questions pour un champion)[14], Pef, Max de Bley, 2014

## Adaptation à la scène
Le Monstre poilu et Le Roi de bons ont fait l'objet de plusieurs adaptations à la scène, en France, en Italie et en Espagne.

### En Italie
C'est dans en Italie que Le Monstre poilu a été le plus souvent adapté[source insuffisante],[source insuffisante], :
Le Roi des bons a été adapté par le Fanta teatro à Novare sous le titre La Bellezza del re, puis à Maniago et Cambiago

### En Espagne
Spectacle de marionnettes par la compagnie Luna Nueva et par le théâtre Titeres.

### En France
Le Roi de bons est adapté sur en marionnettes dès sa publication par la compagnie Arkétal de Mougins (1988 à 1993).
En ballet, il a été repris trois fois. Une première avec les chorégraphes invités au sein de la compagnie Dominique Bagouet : Le Roi des bons, d'après le texte d'Henriette Bichonnier, adaptation chorégraphique de Bernard Glandier, 1989, Montpellier. Repris pour la Compagnie Alentours de Bernard Glandier, présenté notamment avec la danseuse Agnès de Lagausie pour la reprise du Roi des bons en 1991, puis au Théâtre 71 de Malakoff, 1996-1997, et dans toute la France et à l'étranger. La chorégraphie de Bernard Glandier a été reprise par Sylvie Giron et la compagnie Balades en 2011. Tournée notamment à la Maison de la danse de Lyon en novembre 2011, l'Opéra national de Bordeaux et la Scène nationale de Sénart en 2012 et programmée de nouveau en 2013[source secondaire souhaitée].
Au théâtre, il est représenté par la Compagnie des 3 Casquettes[source secondaire souhaitée].